# Poecilasthena pisicolor
Poecilasthena pisicolor är en fjärilsart som beskrevs av Turner 1942. Poecilasthena pisicolor ingår i släktet Poecilasthena och familjen mätare. Inga underarter finns listade i Catalogue of Life.